# Les Hallucinations télépathiques
 (mai 2010).
 (juin 2010).
Les Hallucinations télépathiques  est la traduction par L. Marillet de l'ouvrage qui posa les bases de l'étude expérimentale de la télépathie, Phantasms of the Living, écrit par Edmund Gurney (en), Frederic W. H. Myers et Frank Podmore de la Society for Psychical Research. La première publication eut lieu en 1886. Les extraits cités ici datent de la troisième édition (1899).

## Genèse et conception de l'œuvre
L'explication de la genèse de l'œuvre est fournie dans l'introduction (p. 8) :

« Les hommes qui croient avoir été témoins de phénomènes surnormaux ne peuvent se résigner à ce que l'on traite les phénomènes de cet ordre comme des faits sans importance dont il est hors de propos de parler. Ce que les savants relèguent en quelques maigres paragraphes à une fin de chapitre, ils le grandissent, ils s'en occupent sans cesse, et les hommes de science auront beau condamner cet ordre de recherches, les croyants reviendront toujours errer autour du terrain défendu. Ils ont fait de leur croyance à ces phénomènes surnormaux le centre de toute leur vie intellectuelle et morale, ils les ont déformé et interprétés de mille façons...
En 1848, certains évènements dont la nature précise est encore en discussion se sont produits en Amérique, et ils ont déterminé un grand nombre de personnes à croire que dans certaines circonstances déterminées des sons, des mouvements, certaines apparitions tangibles peuvent être produits ou évoqués par la volonté. C'est sur ce fondement que s'est élevé l'édifice du spiritisme moderne. Une question se pose tout d'abord, celle de savoir s'il existe des phénomènes surnormaux d'ordre physique, ou si ces phénomènes ne sont, dans tous les cas que le résultat de la tromperie et de la fraude, ce qu'ils sont, à n'en pouvoir douter, dans un très grand nombre de cas observés. Cette question doit être traitée avec la plus scrupuleuse attention, et malgré les plus minutieuses observations faites par plusieurs d'entre nous pendant bien des années, nous n'avons point encore réussi à en donner une solution définitive...
Ce n'est pas une fantaisie arbitraire qui nous a déterminé à nous occuper tout d'abord de la télépathie, c'est l'abondance des témoignages. »

## Résumé
Après une longue introduction détaillant les hypothèses concernant la transmission de pensée et les phénomènes d'apparition, des cas rapportés par plusieurs sources sont exposés. L'existence de la télépathie est affirmée. Néanmoins, il est dit qu'aucune explication rationnelle n'est apportée, que ce phénomène est à rapprocher des phénomènes mystiques (religieux) et limité aux situations particulières de magnétisme (voir mesmer) et d'hypnose.
Les arguments suivant sont soutenus :

La télépathie est un phénomène réel : 

« L'expérience prouve que la télépathie, c'est-à-dire la transmission des pensées et des sentiments d'un esprit à un autre sans l'intermédiaire des organes des sens, est un fait. »

— Introduction, p. 19.
 Elle est étudiée d'une manière expérimentale et sur la base de témoignages.
a) Approche expérimentale : des patients (toujours hypnotisés) peuvent percevoir la pensée et les sensations (odeurs, goûts, vue, douleur) d'une autre personne (base expérimentale, page 25, sur M. Kegan Paul / M. Short).

b) Phénomènes spontanés : la position des auteurs n'est pas très claire : 

« ce n'est qu'après six ans de recherches et d'expériences (1876-1882), que l'on a pu donner la preuve de la transmission de pensée à l'état normal. »

— Introduction, p. 10,
 puis 

« Il semble qu'on ait toujours affaire, dans ce cas, à un expérimentateur doué d'un très grand pouvoir magnétique. »

— Passage à la télépathie spontanée, p. 33
et

« Il nous faut reconnaître que, si les preuves nous semblent concluantes, elles ne sont cependant point frappantes. À nos yeux, l'existence de la télépathie est démontrée, mais ce n'est pas là une évidence à laquelle on ne saurait se soustraire. »

— Critique générale des témoignages, p. 67.

Aucune théorie ne l'explique : 

« Une question se pose tout d'abord, celle de savoir s'il existe dès phénomènes surnormaux d'ordre physique, ou si ces phénomènes ne sont, dans tous les cas, que le résultat de la tromperie et de la fraude, ce qu'ils sont, à n'en pouvoir douter, dans un grand nombre des cas observés.Celle question doit être traitée avec la plus scrupuleuse attention, et malgré les plus minutieuses observations faites par plusieurs d'entre nous pendant bien des années, nous n'avons point encore réussi à en donner une solution définitive »

— Introduction, p. 9.

« Il me semble tout à fait improbable que la télépathie puisse recevoir une explication purement physique, bien que cette explication soit logiquement concevable. Il est difficile en effet de compter au nombre des forces de la nature matérielle une force qui, à l'encontre de toutes les autres, semble n'être point diminuée par la distance ni arrêtée par aucun obstacle. Si donc la télépathie est un fait démontré, il faut introduire dans l'ensemble des faits d'expérience un élément nouveau qui constituera un sérieux obstacle à la synthèse matérialiste. »

— Introduction, p. 7.

Mais les éléments de théorie suivants sont très brièvement évoqués 

« Dans un certain sens, on peut dire que cette action cachée d'un esprit sur un autre est très voisine de l'action cachée que l'esprit exerce sur lui-même. Il faut rappeler que la première tentative scientifique pour expliquer les phénomènes du spiritisme, ce fut de les ramener à la célébration inconsciente (Carpenter) ou, ce qui revient au même, à l'action musculaire inconsciente (Faraday). C'étaient là les explications les plus logiques et les plus vraisemblables que l'on put donner dans l'état actuel de la science. Mais l'analyse de ces phénomènes n'a pas montré qu'ils pussent être expliqués par les lois ordinaires de la physiologie, comme semblait le supposer le Dr Carpenter ; elle a bien plutôt mis en évidence ce fait, que les opérations inconscientes de l'esprit ne sont elles-mêmes que le point de départ d'opérations entièrement nouvelles pour la science. »

— Introduction, p. 17.

« Les faits psychologiques, en effet, sont liés indissolublement à une classe de phénomènes physiques que la science connaît encore bien imparfaitement, les changements moléculaires des centres cérébraux. »

— Chap. 1, Précautions et réserves, p. 15.

Elle n'a jamais été observée à longue distance sur un sujet éveillé. 

« Nous n'avons pas d'exemple d'une idée transmise à grande distance à un sujet éveillé. Dans les expériences de transmission de pensée, le sujet se met lui-même en état de réceptivité, l'attente joue un rôle incontestable ; ce sont là des conditions favorables qui ne sont pas remplies lorsque le sujet n'est pas prévenu de l'expérience qui va être faite sur lui. Une idée qui n'est jointe à aucune émotion ne peut guère, semble-t-il, exercer sur un esprit qui n'est point préparé à le recevoir une action assez considérable pour être perçue. Si même elle était perçue, elle serait comme perdue au milieu de l'essaim des autres idées, et le sujet, qui ne serait point prévenu qu'on a fait une expérience sur lui, n'en garderait aucun souvenir. »

— Passage à la télépathie spontanée, p. 36.

Le mystère dont il est question est semblable à ceux qui soutiennent toutes les religions et que 

« S'il était démontré, tout au contraire, que tous les témoignages qui se rapportent à cet ordre de faits doivent s'écrouler devant des recherches exactes, il n'est pas douteux que l'on ne soit amené à se demander jusqu'à quel point les religions historiques auraient pu résister à une enquête du même genre. Et si nous étions obligés de reconnaître que ces pouvoirs surnormaux de l'homme ne sont qu'illusion, nous en viendrions légitimement à douter que personne les ait jamais possédés. Il pèserait donc ainsi sur toutes les religions un doute rétrospectif. »

— Introduction, p. 8.
 Les phénomènes qui existaient avant que l'on parle de télépathie sont entre autres 

« Les enthousiasmes contagieux du moyen âge, ces étranges maladies endémiques, la sorcellerie, le vampirisme, la lycanthropie, l'inspiration individuelle »

— Introduction, p. 5.

« les visions de Swedenborg et la glossolalie qui s'est manifestée dans l'Église d'Irving. »

— Introduction, p. 6.
Les hallucinations incluent :
1. Les phénomènes de transmission de pensée, qui sont plutôt des intuitions : le sujet peut par exemple reproduire le dessin réalisé par l'expérimentateur sans qu'il puisse le voir. Cette reproduction n'implique pas la visualisation mentale du tableau : il se trouve qu'un dessin très semblable est rendu. Un autre exemple est de fournir une réponse appropriée à une question écrite non connue du sujet. Il s'agit aussi de percevoir les sensations de l'expérimentateur, par exemple le goût d'aliments qu'il prend en bouche.
2. Les apparitions de personnes à distance.

L'extrait suivant offre plus de détails : 

« Il convient tout d'abord de classer les phénomènes ; ils peuvent être répartis en deux groupes principaux : tantôt, l'impression éprouvée par le sujet reste une impression purement interne, image ou émotion ; tantôt, au contraire, elle est objectivée et devient une hallucination, c'est-à-dire pour le sujet un objet identique ou presque identique aux perceptions normales. De ces hallucinations, les unes sont des rêves, les autres (Borderland cases) ont été éprouvées dans un état intermédiaire entre la veille et le sommeil, D'autres, enfin, et ce sont les plus intéressantes, ont été éprouvées pendant la veille. Ajoutons que divers sens peuvent être affectés. Nous avons observé des cas d'hallucinations visuelles, d'hallucinations auditives et d'hallucinations tactiles. Il existe enfin deux types de phénomènes télépathiques qui présentent assez d'importance pour qu'il convienne de constituer pour les y placer deux classes spéciales : ce sont d'abord les hallucinations réciproques, dans lesquelles le sujet et l'agent semblent avoir agi l'un sur l'autre, et les hallucinations collectives, où une même impression a été éprouvée à la fois par plusieurs personnes. »

— Transmission des idées et des images, p. 69.
D'autre part les scientifiques et philosophes suivant sont cités (entre autres) : Franklin, Galvani, Faraday, Swedenborg, Comte, Tennyson, Goethe, Bacon, Esdalle[Qui ?], Dr John Elliotson, Reichenbach, Pr Grégory[Lequel ?], Dr Mayo, Rév. H. Townshend[Lequel ?], Pr Barrett[Lequel ?] et Dr Carpenter[Lequel ?].